# Heterofragilia fimbriata
Heterofragilia fimbriata là một loài nhện biển trong họ Ascorhynchidae. Loài này thuộc chi Heterofragilia. Heterofragilia fimbriata được miêu tả khoa học năm 1943 bởi Hedgpeth.